# Acronicta grumi
Acronicta grumi là một loài bướm đêm trong họ Noctuidae.